# Джуффрида (станция метро)
«Джуффри́да» (итал. Giuffrida) — станция метрополитена Катании. Расположена между станциями «Борго» и «Италия».
Открыта 27 июня 1999 года в составе первой очереди строительства метрополитена «Борго» — «Порто».
Название получила в честь Винченцо Джуффриды.
Станция оборудована эскалаторами и лифтом для инвалидов.